# Yarram
Yarram (1 715 habitants) est une ville d'Australie située dans l'État de Victoria et dans la région du Gippsland à 221 km à l'est de Melbourne.